# Umm Salamuna
Umm Salamuna (àrab: ام سلمونه, Umm Salamūna) és una vila de la governació de Betlem, al centre de Cisjordània, situada 12 kilòmetres al sud-oest de Betlem. Segons l'Oficina Central d'Estadístiques de Palestina (PCBS), tenia 1.189 habitants en 2016. L'assistència sanitària primària s'obté a Beit Fajjar, on el Ministeri de Salut ha classificat les instal·lacions assistencials com a nivell 3.

## Història
En 1883 el Survey of Western Palestine del Fons per a l'Exploració de Palestina va assenyalar «monticles de pedra» a Kh. Umm Salamôni.
En el cens de Palestina de 1931 la població d'Umm Salamuna era comptada amb la de Beit Fajjar, Marah Ma'alla i Marah Rabah. La població total era de 1.043 habitants, tots musulmans en 258 cases.